# Le Roi Mathias Ier
Le Roi Mathias Ier (titre original : Król Maciuś Pierwszy) est un roman d'apprentissage de l'écrivain et pédagogue polonais Janusz Korczak paru en 1922 à Varsovie. Considéré comme un classique de la littérature jeunesse, il est publié pour la première fois en France en 1967, aux Éditions Martineau.

## Genèse de l’œuvre
Janusz Korczak rédige Le Roi Mathias Ier entre 1919 et 1922, après son retour de la Première Guerre mondiale. Son travail d'écrivain s'oriente à ce moment-là sur la publication de textes destinés aux adultes (Comment aimer un enfant, Moments pédagogiques, L'enfant et le printemps) ainsi que sur sa collaboration à la revue Au soleil, pour laquelle il rédige une série d'articles dont le propos est d'expliquer aux enfants le monde qui les entoure.
Le Roi Mathias Ier est le premier roman pour enfants de Janusz Korczak. Bien que l'action se déroule dans un pays imaginaire et qu'il s'agisse d'une fable, les éléments qui la composent constituent un fidèle reflet de la réalité de son époque. Avec la fin de la Grande Guerre, la chute de l'Empire allemand, de l'Empire austro-hongrois et de l'Empire russe, la Pologne retrouve son indépendance et se dote d'une nouvelle Constitution dans laquelle, à la grande déception de Janusz Korczak, les droits de l'enfant ne sont pas pris en compte. Son roman est à la fois un manuel pour aider les enfants à comprendre la politique ainsi que le fonctionnement d'une démocratie, et un rappel aux lecteurs adultes que les enfants sont des citoyens à part entière.
L'originalité de l'écriture de Janusz Korczak réside dans le fait qu'il s'adresse à la fois aux lecteurs enfants et adultes, comme en témoigne cet extrait un peu provocateur de la préface du Roi Mathias Ier :
« Les adultes ne devraient pas lire mon livre parce qu'il y a des chapitres inconvenants qu'ils ne comprendront pas et dont ils vont se moquer. Mais s'ils y tiennent absolument, qu'ils essaient. On ne peut de toute façon rien interdire aux adultes, car ils n'obéissent pas. Et qui pourrait leur tenir tête ? »

## L'Histoire
Un enfant devenu roi voudrait gouverner son pays de manière à rendre tout le monde heureux. Son regard empreint de naïveté se transforme au contact de la réalité. Malgré sa bonne volonté, sa détermination et son courage il est victime de machinations politiques et échoue à instaurer la démocratie.

### Résumé
Lorsque le père du petit Mathias meurt et le laisse orphelin, celui-ci devient roi mais il se rend rapidement compte que les adultes ne le prennent pas au sérieux. Profitant de l'inexpérience du jeune monarque, les trois pays voisins lui déclarent la guerre, tandis que les ministres de Mathias le tiennent à l'écart des prises de décisions en lui cachant cette nouvelle. Mathias finit par s'enfuir du palais avec l'aide de son ami Félix et rejoint incognito l'armée.
Il passe plusieurs mois dans les tranchées comme enfant-soldat. Il s'endurcit et se distingue par son courage, sans jamais révéler sa véritable identité. Au terme de cette guerre qui se termine par la victoire de son pays, Mathias rentre en véritable héros au palais où il décide de ne plus obéir à personne et jette les ministres en prison. Se sentant mal à l'aise dans le rôle d'un dictateur, il apprend à dialoguer avec les adultes et se fait nommer Mathias Premier le Réformateur.
Invité et accueilli amicalement par les trois rois qui ont perdu la guerre, il visite un Parlement au royaume du Roi Triste et se demande si donner le pouvoir aux citoyens n'est pas la meilleure solution pour rendre tout le monde heureux, mais le Roi Triste l'avertit que les réformes sont difficiles à mener.
De retour chez lui, Mathias entreprend de transformer son royaume. Les enfants sont les premiers à en profiter: il leur distribue de nombreux cadeaux et voudrait leur construire des maisons de vacances à la campagne ainsi qu'un jardin zoologique dans la capitale. Au cours d'une réunion avec les marchands d'animaux il rencontre un prince cannibale qui l'invite en Afrique.
Malgré les protestations de son entourage, Mathias s'embarque pour le pays de Boum-Droum, le roi noir qui deviendra son ami. Ému par les conditions de vie difficiles des villageois africains, Mathias propose d'aider Boum-Droum à condition que son peuple cesse d'être cannibale, mais le roi lui explique qu'il ne peut décider sans le consentement des sorciers. Il laisse repartir Mathias avec des coffres remplis d'or et de pierres précieuses.
Un journaliste attire l'attention de Mathias sur le fait que les enfants sont aussi des citoyens, et Mathias décide d'ouvrir un Parlement pour les enfants en plus de celui pour les adultes. Le journaliste, qui devient son conseiller, propose aussi à Mathias de créer un journal exclusivement destiné aux enfants.
Alors que les réformes vont bon train et que l'on prépare l'ouverture officielle des deux Parlements, Mathias apprend que les trois rois sont jaloux de l'or que lui envoie Boum-Droum et préparent une nouvelle guerre. Pour désamorcer la tension Mathias décide d'inviter tous les rois à une grande fête dans sa capitale, mais les rois blancs refusent de venir si le cannibale Boum-Droum est invité lui aussi. Mathias repart en Afrique à bord d'un aéroplane et ramène Boum-Droum qui a cessé de manger de la chair humaine.
La grande fête bat son plein malgré quelques incidents entre les rois de cultures différents, car Mathias et Boum-Droum font tout leur possible pour aplanir les conflits. Lors de l'ouverture officielle du jardin zoologique, Klou-Klou la fille de Boum-Droum sort d'une cage avec des singes dans laquelle elle a voyagé clandestinement pour rejoindre l'Europe. Mathias propose de l'accueillir, et Klou-Klou, qui surprend tout le monde par sa vivacité d'esprit, devient sa plus proche amie.
Épuisé par le travail, Mathias tombe malade. Son docteur l'envoie en vacances à la campagne où il reprend rapidement des forces, mais une visite de Félix, devenu Ministre des enfants, trouble son insouciance.
De retour à la capitale, Mathias ouvre la première séance du Parlement des enfants et leur propose de s'unir sous un drapeau vert. À la séance suivante, exaspérée par les réflexions des garçons au sujet des filles, Klou-Klou en vient aux mains, et la réunion finit en bagarre généralisée. Le lendemain tout semble être rentré dans l'ordre: filles et garçons discutent calmement de nouvelles lois et se familiarisent peu à peu avec le fonctionnement du Parlement. Mais l'arrivée tardive d'un député puni par sa mère déclenche la colère de l'assistance. Une loi est votée pour que les adultes retournent sur les bancs de l'école pendant que les enfants prennent leur place au travail.
Mathias, qui suit l'évolution de cet échange adultes/enfants dans les articles publiés par le journal des enfants, reçoit la visite surprise du Roi Triste venu en cachette le prévenir de ce qui se passe en réalité. Découvrant l'ampleur des dégâts et apprenant qu'une nouvelle guerre a commencé à son insu, Mathias comprend que son ami le journaliste est un espion. Il se rend à la rédaction du journal pour l'arrêter, et le découvre en compagnie de Félix. Félix avoue aussitôt avoir trahi Mathias et s'en repent, mais les garçons n'arrivent pas à s'emparer de l'espion qui finit par s'échapper.
La situation est dramatique, pourtant Mathias ne perd pas courage. Avec l'aide de Klou-Klou, des ministres et des habitants il prépare la capitale à l'offensive de l'ennemi. Mais alors que son armée est sur le point de remporter la bataille décisive, des citoyens effrayés par un bombardement hissent le drapeau blanc et précipitent la défaite. Mathias, Félix et Klou-Klou sont faits prisonniers.
Au cours d'un procès arrangé d'avance, Mathias est condamné à mort. Il apprend à la dernière minute qu'il est gracié et sera exilé sur une île déserte.
La suite de ses aventures ainsi que la fin tragique de Mathias se trouvent dans Le Roi Mathias sur une île déserte.

### Les personnages
Quand Mathias devient roi il ne sait encore ni lire ni écrire. Il souffre des contraintes du protocole de la Cour qui n'est pas adapté aux besoins d'un enfant. Il vit coupé du monde, mais avec de l'imagination, de la persévérance et du courage il finit par arriver à ses fins, rencontrer des amis et gagner le respect des adultes. Il prend son rôle de roi au sérieux: sa préoccupation principale est de rendre les gens heureux et il n'hésite jamais à tirer une leçon de ses erreurs. Son âge n'est pas précisé au début du roman, mais au chapitre 39 on apprend qu'il a douze ans.
Félix est le fils d'un sergent qui n'hésite pas à l'éduquer à coups de ceinture. Il est plus âgé que Mathias et préfère courir les rues qu'étudier. Très débrouillard, il aide Mathias à s'enfuir du palais et à s'enrôler dans l'armée.
Klou-Klou, la fille du roi africain Boum-Droum, est intelligente, indépendante et inventive. Elle s'insurge contre les traditions des Blancs qui empêchent les filles de vivre leur vie à l'égal des garçons. Au fil du roman, les habitants du royaume de Mathias s'habituent progressivement à la couleur de sa peau et vont jusqu'à accepter l'idée que Mathias se marie un jour avec elle.
Les Trois Rois sont les souverains des pays limitrophes du royaume de Mathias. Il y a le Vieux Roi qui abdiquera en faveur de son fils: le Jeune Roi, l'ennemi juré de Mathias. Le Roi ami des Jaunes, chez qui Mathias rencontre pour la première fois des représentants d'autres cultures, garde un rôle neutre dans le conflit qui clôture le roman. Enfin, il y a le Roi Triste qui travaille à réformer son royaume, qui a beaucoup d'affection pour Mathias et tente tout ce qui est dans son pouvoir pour le protéger de la haine du Jeune Roi.
L'ami de Mathias, le roi africain Boum-Droum, est un cannibale qui voudrait moderniser son royaume.
Les ministres évoluent au fil du roman et apprennent progressivement à connaître et à respecter leur jeune roi.
Le personnage du docteur est un clin d’œil autobiographique de Janusz Korczak, qui tout comme le médecin royal, pesait et mesurait chaque semaine les enfants de son orphelinat. Nous retrouvons aussi Janusz Korczak en tant que narrateur.

## Éditions françaises
Le Roi Mathias Ier a été traduit en plus de trente langues. Il existe trois versions en langue française :
- celle de 1967, traduction de Maurice Wajdenfeld, publiée tout d'abord à compte d'auteur aux Éditions Martineau, reprise ensuite en 1978 par les Éditions Gallimard Jeunesse, qui la rééditeront dans la collection Folio Junior avec les illustrations de Claude Lapointe[4].
- celle de 2012, traduction de Zofia Bobowicz, publiée aux Éditions Fabert[5].
- celle de 2017, traduction et illustrations de Eliza Smierzchalska, publiée aux Éditions du Rocher[6].

## Adaptations

### Cinéma
- 1957 : Król Maciuś Pierwszy, film polonais de Wanda Jakubowska
- 1988 : Racontez une histoire, Docteur, film d'animation russe réalisé par A. Ziabliakov
- 2007 : Le petit roi Macius, film d'animation tiré de la série éponyme, réalisé par Sandor Jesse et Lutz Stützner, coproduction: France, Allemagne, Pologne

### Théâtre
- 1975 : Mathias et la tempête, Maurice Yendt, Centre dramatique national de Lyon
- 1980 : Le Roi Mathias Premier, Les Bateleurs 2000, Paris et tournée
- 1990 : Le Roi Mathias Premier, Foyer "Le Renouveau" Montmorency
- 1999 : Enfants, n'oubliez pas de regarder les étoiles, Zbigniew Horoks, TJS de Montreil et Strasbourg
- 2003 : Le roi Mathias Ier, une histoire du Dr Korczak racontée aux enfants, Sylvie Steppé, Théâtre du Rideau, Bruxelles
- 2005 : Le roi Mathias Ier, CRC et Centres de loisir de Paris 2e, Paris[7]
- 2017 : Mathias, l'enfant-roi, Théâtre du Mayapo, St-Didier en Velay